# San Lorenzo de la Parrilla
Pour les articles homonymes, voir Parrilla.
San Lorenzo de la Parrilla est une commune d'Espagne, dans la province de Cuenca, communauté autonome de Castille-La Manche.

## Monuments
- Palais des Marquis de Cañete — XVIIe siècle
- Église San Pedro — XVIIIe siècle